# Crummie's Bay
Crummie's Bay (podle některých zdrojů Crummies Bay) se nachází v Irsku v county Donegal. Do zálivu se vlévají 2 řeky. Záliv je velmi mělký. Celý záliv je v údolí mezi dvěma kopci, vrch na jihozápadě má 85 m nad mořem a vrch na severozápadě (jmenuje se Urris Hils) směrem od břehu zálivu velmi pozvolna nabírá výšku až do 417 m. Pobřeží na úpatí kopců je útesovité, na jihovýchodní straně zálivu je písčitá pláž a za ní pokračuje dál do vnitrozemí rovina. Rozdíl mezi nejvyšší výškou vody při přílivu a tou nejnižší při odlivu (během 24 hodin) je v závislosti na různých okolnostech, které na to mají vliv, obvykle mezi 1,9 m až 3,2 m.
V údolí zálivu jsou louky a okolo řeky roste listnatý opadavý les. Přímo u zálivu nikdo nebydlí, ale dál od pláže na jihovýchodě zálivu je několik rodinných domů.